# Агаева, Рейхан Агадада кызы
Рейхан Агадада кызы Агаева (в девичестве — Аббасова) (азерб. Reyhan Ağadədə qızı Abbasova; 1924, Ленкоранский уезд — 1968, Масаллинский район) — советский табаковод, звеньевая колхоза имени Чапаева Масаллинского района, Герой Социалистического Труда (1949).

## Биография
Родилась в 1924 году в селе Мусакуча Ленкоранского уезда Азербайджанской ССР (ныне село в Масаллинском районе).
Начала трудовую деятельность рядовой трудящейся на колхозе имени Чапаева Масаллинского района, позже звеньевая. В 1948 году получила урожай табака сорта «Трапезонд» 25,2 центнеров с гектара на площади 3 гектара. План по колхозу был выполнен на 252 %.
Указом Президиума Верховного Совета СССР от 1 июля 1949 года за получение высоких урожаев табака Аббасовой Рейхан Агадада кызы присвоено звание Героя Социалистического Труда с вручением ордена Ленина и золотой медали «Серп и Молот».
Скончалась в 1968 году в родном селе.